# Фарм-Луп (Аляска)
Фарм-Луп (англ. Farm Loop) — переписна місцевість (CDP) в США, в окрузі Матануска-Сусітна штату Аляска. Населення — 2747 осіб (2020).

## Географія
Фарм-Луп розташований за координатами 61°38′23″ пн. ш. 149°9′8″ зх. д. / 61.63972° пн. ш. 149.15222° зх. д. (61.639761, -149.152183).  За даними Бюро перепису населення США в 2010 році переписна місцевість мала площу 18,07 км², з яких 18,01 км² — суходіл та 0,06 км² — водойми.

## Демографія
Згідно з переписом 2010 року, у переписній місцевості мешкало 1028 осіб у 361 домогосподарстві у складі 281 родини. Густота населення становила 57 осіб/км².  Було 394 помешкання (22/км²).
Расовий склад населення:
| - 88,8 % — білих - 4,2 % — корінних американців - 0,9 % — азіатів - 0,8 % — чорних або афроамериканців - 0,1 % — вихідців з тихоокеанських островів |

До двох чи більше рас належало 4,9 %. Частка іспаномовних становила 1,9 % від усіх жителів.
За віковим діапазоном населення розподілялося таким чином: 26,4 % — особи молодші 18 років, 64,5 % — особи у віці 18—64 років, 9,1 % — особи у віці 65 років та старші. Медіана віку мешканця становила 40,3 року. На 100 осіб жіночої статі у переписній місцевості припадало 98,8 чоловіків;  на 100 жінок у віці від 18 років та старших — 98,7 чоловіків також старших 18 років.
Середній дохід на одне домашнє господарство  становив 91 512 долари США (медіана — 82 250), а середній дохід на одну сім'ю — 98 521 долар (медіана — 94 167). Медіана доходів становила 63 409 доларів для чоловіків та 33 000 доларів для жінок. За межею бідності перебувало 4,1 % осіб, у тому числі 0,0 % дітей у віці до 18 років та 7,8 % осіб у віці 65 років та старших.
Цивільне працевлаштоване населення становило 564 особи. Основні галузі зайнятості: освіта, охорона здоров'я та соціальна допомога — 24,8 %, мистецтво, розваги та відпочинок — 17,0 %, будівництво — 9,4 %, публічна адміністрація — 9,0 %.